# Валло-делла-Лукания
Валло-делла-Лукания (итал. Vallo della Lucania) — коммуна в Италии, располагается в регионе Кампания, в провинции Салерно.
Население составляет 8818 человек, плотность населения составляет 353 чел./км². Занимает площадь 25 км². Почтовый индекс — 84078, 84040, 84050, 84060. Телефонный код — 0974.
Покровителем коммуны почитается святой Великомученик Пантелеимон. Праздник ежегодно празднуется 27 июля.